# Alternochelata lizardensis
Alternochelata lizardensis is een mosselkreeftjessoort uit de familie van de Rutidermatidae. De wetenschappelijke naam van de soort is voor het eerst geldig gepubliceerd in 1982 door Kornicker.